# Abertis
Abertis Infraestructuras — испанская корпорация-конгломерат. Эксплуатирует 7700 километров дорог в Европе и Америке, управляя платными дорогами и телекоммуникациями. Главный офис находится в Барселоне (Каталония, Испания).
В октябре 2018 года контрольный пакет акций Abertis был куплен итальянской компанией Atlantia, в выкупе акций этой компании также приняли участие Grupo ACS (30 %) и её немецкий филиал Hochtief (20 % минус одна акция); стоимость этой сделки составила 16,5 млрд евро.

## История
В апреле 2003 года компания Acesa Infraestructures, основанная в 1967 году под названием Autopistas, Concesionaria Española S.A., объединилась с компанией Aurea Concessiones de Infraestructures, основанной в 1971 году под названием Autopistas de Mare Nostrum, сформировав корпорацию Abertis.
В 2003—2005 годах Abertis приобрела несколько других компаний: в декабре 2003 года — компанию Retevision, лидера в сфере прокладывания радио- и телевизионных сетей в Испании; в июне 2004 года — компанию Iberpistas, другого испанского оператора платных дорог; в декабре 2005 года — компанию Société des Autoroutes du Nord et de l’Est de la France, французского оператора платных дорог. В 2006 году Abertis начала попытки приобрести компанию Atlantia (ранее — Autostrade), лидирующего итальянского оператора платных дорог, однако сделка была прервана в январе 2008 года из-за сопротивления итальянского правительства. Abertis пришлось продать свою долю компании.
19 мая 2008 года Abertis, вместе с нью-йоркским банком Citigroup, предложили 12,8 млрд долларов за аренду Pennsylvania Turnpike, пенсильванской высокоскоростной платной дороги, на 75 лет. Однако они отозвали предложение 30 сентября 2008 года, так как поняли, что оно не вызывает доверия у властей штата.
В 2011 году Metropistas, филиал Abertis, получил концессию на платные дороги PR-22 и PR-5 в Пуэрто-Рико.
В 2012 году Abertis приобрела Arteris — группу компаний, занимающейся эксплуатацией девяти дорог в Бразилии.

## Деятельность
Abertis является одним из подразделений в составе группы Mundys, в 2023 году его выручка составила 5,532 млрд евро (64 % выручки всей группы). На Abertis приходилось 33 концессии на управление платными автострадами общей протяжённостью 7700 км во Франции, Испании, Италии, Чили, Мексике, Бразилии, США, Пуэрто-Рико и Аргентине.